# Hříšný tanec 2
Hříšný tanec 2 (v anglickém originále Dirty Dancing: Havana Nights) je americký taneční dramatický film z roku 2004. Režie se ujal Guy Ferland a scénáře Victoria Arch a Boaz Yakin. Ve snímku hrají hlavní role Romola Garai a Diego Luna.
Film byl do kin oficiálně uveden 27. února 2004. V České republice měl premiéru 29. července 2004.

## Obsazení
| Romola Garai     | Katey Miller       |
| Diego Luna       | Javier Suarez      |
| Sela Ward        | Jeannie Miller     |
| John Slattery    | Bert Miller        |
| Mika Boorem      | Susie Miller       |
| Jonathan Jackson | James Phelps       |
| Rene Lavan       | Carlos Suarez      |
| Patrick Swayze   | taneční instruktor |
| January Jones    | Eve                |
| Mýa              | Lola Martinez      |
| Angélica Aragón  | paní Suarezová     |

## Soundtrack
- „Dance Like This“ - Wyclef Jean feat. Claudette Ortiz
- „Dirty Dancing“ - The Black Eyed Peas
- „Guajira (I Love U 2 Much)“ - Yerba Buena
- „Can I Walk By“ - Jazze Pha feat. Monica
- „Satellite“ - Santana featuring Jorge Moreno
- „El Beso Del Final“ - Christina Aguilera
- „Represent, Cuba“ - Orishas feat. Heather Headley
- „Do You Only Wanna Dance“ - Mýa
- „You Send Me“ - Shawn Kane
- „El Estuche“ - Aterciopelados
- „Do You Only Wanna Dance“ - Julio Daivel Big Band
- „Satellite (španělská verze) Nave Espacial“ - Santana feat. Jorge Moreno

## Recenze
Film získal negativní recenze od kritiků. Na recenzní stránce Rotten Tomatoes získal 23 procent. Na Česko-Slovenské filmové databázi snímek získal 47%.